# 한미산 흥국사 만일회비
한미산 흥국사 만일회비는 경기도 고양시 덕양구 지축동에 있다. 2014년 6월 9일 고양시의 향토문화재 제62호로 지정되었다.

## 개요
일제강점기 의병운동이 활발했던 흥국사에 있는 비석으로 당시 만일동안 법회를 여는 만일회의 역사를 기록한 비문이다.

## 같이 보기
- 만일회